# Vendays-Montalivet
Vendays-Montalivet é uma comuna francesa na região administrativa da Nova Aquitânia, no departamento da Gironda. Estende-se por uma área de 98,88 km². Em 2010 a comuna tinha 2 464 habitantes (densidade: 24,9 hab./km²).